# Jack McLean (hockey sur glace)
Pour les articles homonymes, voir Jack McLean et McLean.
John "Jack" McLean (né le 31 janvier 1923 et mort le 14 octobre 2003) est un joueur canadien de hockey sur glace. Jouant au poste de centre droit, il joue dans la Ligue nationale de hockey avec les Maple Leafs de Toronto de 1942 à 1945, avec qui il remporte la coupe Stanley durant la saison 1944-45.

## Biographie
Né à Winnipeg au Manitoba, McLean est un étudiant de 19 ans de l'Université de Toronto lorsqu'il est repêché par les Maple Leafs. Il joint l'équipe à un moment où plusieurs joueurs ont quitté pour rejoindre l'effort de guerre. À quelques exceptions près, il ne fut autorisé qu'à joué des parties au Canada à Toronto et Montréal. En parallèle de sa carrière d'hockeyeur professionnel, il obtient un diplôme en ingénierie en 1945.
Ayant déménagé à Ottawa en 1946, il joue avec les Sénateur d'Ottawa de la Ligue de hockey senior du Québec et aide l'équipe à remporter la coupe Allan en 1949.